# Robert Murray McCheyne
Vous lisez un « bon article » labellisé en 2008.
Robert Murray McCheyne, né le 21 mai 1813, a été pasteur de l'Église d'Écosse de 1835 à sa mort, le 25 mars 1843. Auteur de poèmes et de nombreuses lettres, il eut une grande influence, en tant que prédicateur, sur le renouveau de la ferveur religieuse en Écosse, et fut membre d'une délégation de quatre pasteurs envoyés à Jérusalem pour enquêter sur les Juifs. Son décès avant le schisme de 1843 lui permit de jouir d'une excellente réputation tout aussi bien dans l'Église d'Écosse que dans la Free Church of Scotland, et sa biographie fut une lecture conseillée à de multiples reprises par les pasteurs écossais.

## Jeunesse
Né à Édimbourg le 21 mai 1813, McCheyne était le plus jeune enfant d'une famille prospère de la classe moyenne. Son père, Adam M'Cheyne (17 janvier 1781 - 24 février 1854), originaire de Thornhill dans le Dumfriesshire, travaillait dans la plus haute institution judiciaire d'Écosse. Sa mère, au nom de jeune fille de Lockhart Murray Dickson (1772 - 15 mai 1854), était la sixième des huit enfants de David Dickson, du village de Ruthwell dans le Dumfriesshire. McCheyne avait deux frères, David Thomas (14 août 1803 - 8 juillet 1831) et William Oswald Hunter (19 octobre 1809 - 24 octobre 1892), ainsi qu'une sœur, Elizabeth (1806 - 1888), connue de son vivant sous le nom d'Eliza.
Enfant précoce, il apprit l'alphabet grec à l'âge de 4 ans et entra à l'Université d'Édimbourg en 1827, soit âgé de 14 ans seulement. Il choisit en 1831 d'y étudier la théologie sous l'égide de Thomas Chalmers, mathématicien écossais qui fondera la Free Church of Scotland, et l'histoire de l'Église avec le Dr Welsh.
La mort de son frère David, alors que lui-même n'a que 17 ans, fut un choc profond. Le réconfort dans les écrits de Jonathan Edwards, Samuel Rutherford et du missionnaire américain David Brainerd (1718 - 1747) ont été à cette occasion le point de départ de sa ferveur religieuse.

Les influences
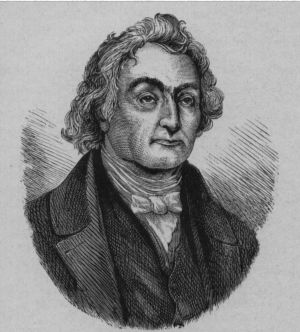
Thomas Chalmers (17 mars 1780 - 31 mai 1847), professeur de théologie à l'Université de St Andrews.
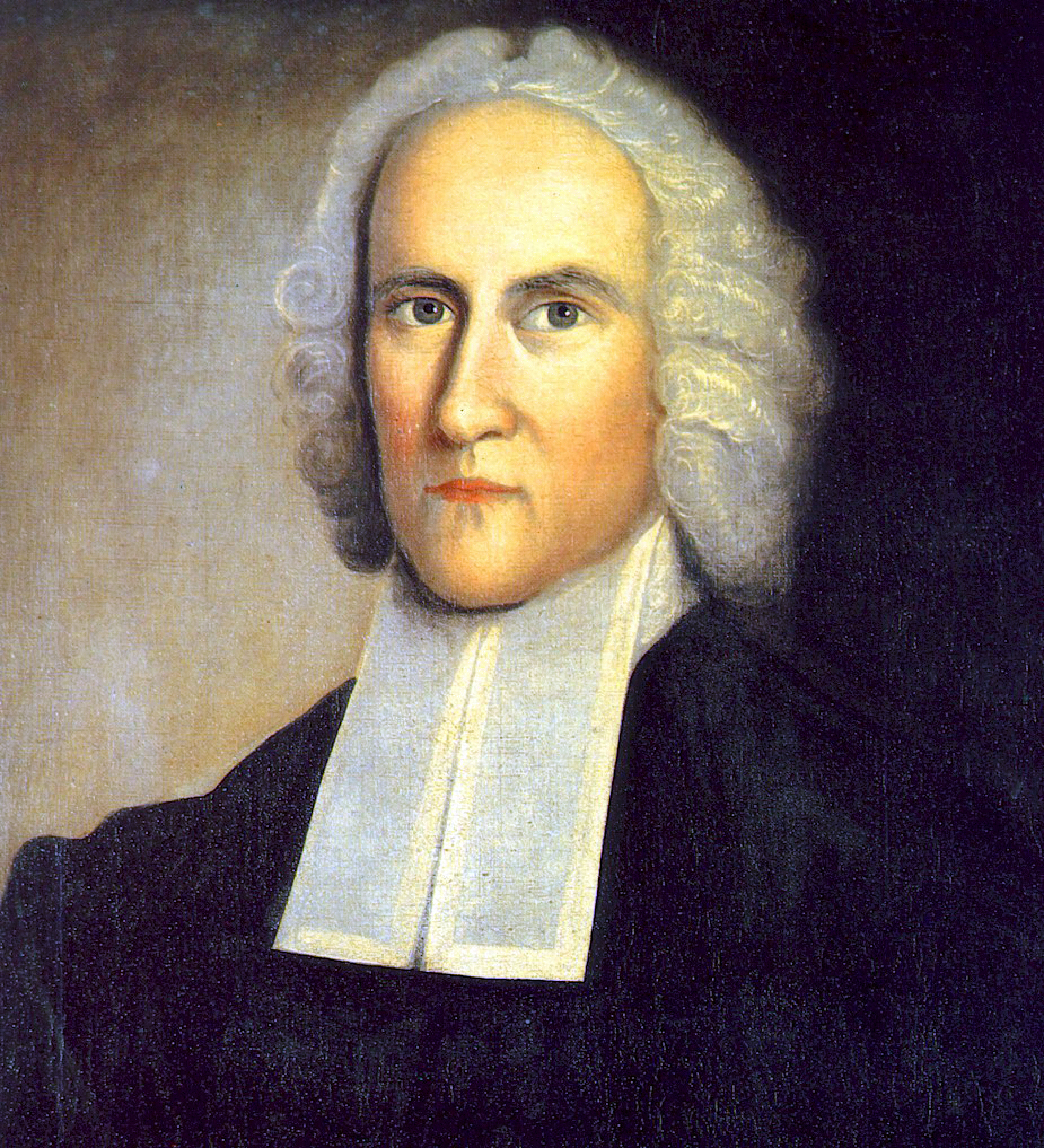
Jonathan Edwards (5 octobre 1703 - 22 mars 1758), théologien et métaphysicien américain.
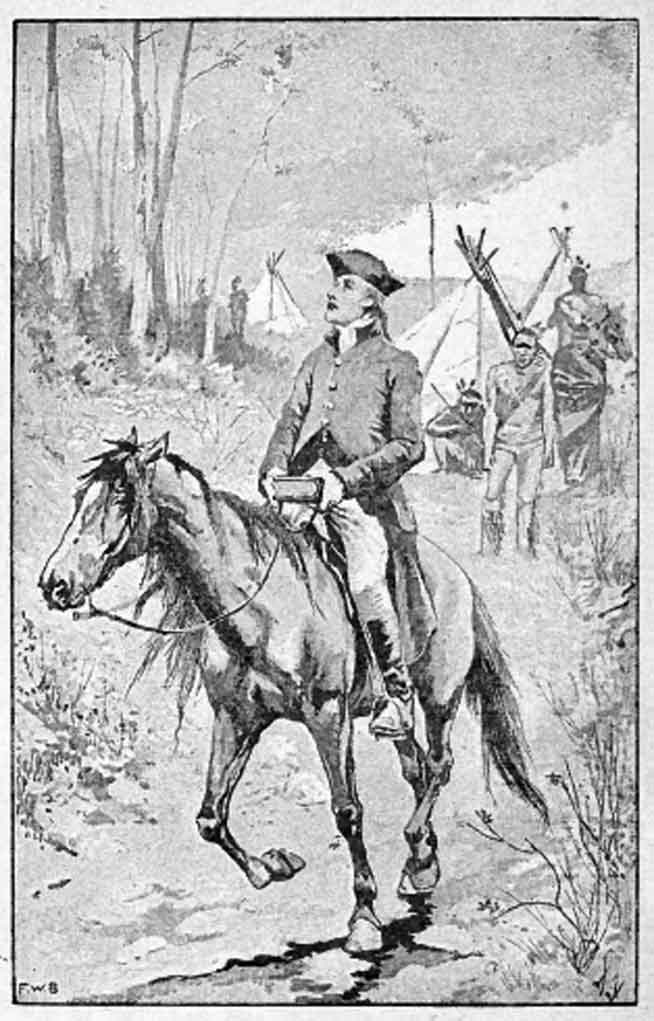
David Brainerd (20 avril 1718 - 9 octobre 1747), missionnaire américain.

## Homme d'Église
Il sortit de l'université le 29 mars 1835, et prêcha pour la première fois le 1er juillet 1835  au presbytère d'Annan, puis peu après à l'église de Ruthwell, à côté de Dumfries. Le 7 novembre 1835, il débuta comme assistant de John Bonar dans la paroisse de Larbert et Dunipace, à proximité de la ville de Falkirk, et resta à ce poste jusqu'en 1838. Ordonné comme le premier pasteur de l'église St Peter de Dundee le 24 novembre 1836, il y fit son premier sermon sur Isaïe 61:1-3; sa sœur Élisabeth l'y rejoignit comme concierge du presbytère. McCheyne occupa son poste à l'église jusqu'à sa mort à l'âge de 30 ans, à la suite d'une épidémie de typhus.
Une explication quant au succès de ses sermons est proposée par William G. Blaikie :

« Le nouvel élément qu'il apporta en chaire, ou plutôt qu'il raviva et utilisa tant qu'il en parut neuf, était le charme. C'était une qualité presque féminine. Une compassion qui transformait beaucoup de ses sermons en poèmes élégiaques [...] et qui transmettait ce frisson à bien des âmes. [...] Et aucune audience écossaise n'a besoin qu'on lui enseigne la valeur inestimable de la tâche évangélisatrice initiée par lui et ses frères, toujours poursuivie et souvent bénie à travers notre pays. »

Cependant, cette compassion décrite par William G. Blaikie est contrebalancée par l'application stricte des règles de l'Église faite par McCheyne. Andrew Bonar relate qu'un homme vint trouver McCheyne une nuit, pour lui demander de baptiser son enfant sur le seuil de la mort. McCheyne se rendit au chevet de l'enfant et, comme les parents n'étaient jamais allés à l'église, il leur reprocha leur impiété et la culpabilité affreuse qu'ils devraient en éprouver devant Dieu, avant de refuser d'exécuter le baptême et de quitter la maison. Cette approche se retrouve également dans l'idée de McCheyne considérant que les croyants se réjouiront de l'existence de l'enfer puisqu'ils "se réjouiront de toutes les perfections de Dieu y compris son dernier jugement pour ceux qui se sont rebellés contre Lui".
La popularité de McCheyne s'explique davantage par le regain des citoyens pour la religion, et le poids politique qu'elle prenait. À la suite des Corn Laws régissant le marché du blé au Royaume-Uni, le prix du pain augmenta et les ouvriers en furent réduits à la misère. À la réunion d'une association contre ces lois, le 21 février 1840, il aurait été dit que "Mr McCheyne a dit que s'il y avait vingt chrétiens pour prier à Dundee, leur assiduité envers le Seigneur les rendraient bientôt libres des lois sur le blé sans aller au parlement",.

## Le poète
Plus connu comme pasteur, McCheyne fut également poète. Bonar rapporte qu'il se serait aventuré à la composition poétique dès la dernière année de son éducation dans le secondaire, sur le sujet "Greece, but living Greece no more". Son premier poème le plus célèbre fut Jehovah Tsidekenu, écrit le 18 novembre 1834.
| Original | Traduction indicative |
| --- | --- |
| I once was a stranger to grace and to God, I knew not my danger, and felt not my load; Though friends spoke in rapture of Christ on the tree, Jehovah Tsidkenu was nothing to me. I oft read with pleasure, to sooth or engage, Isaiah's wild measure and John's simple page But e'en when they pictured the blood-sprinkled tree Jehovah Tsidkenu seem'd nothing to me. Like tears from the daughters of Zion that roll, I wept when the waters went over His soul Yet thought not that my sins had nail'd to the tree Jehovah Tsidkenu - 'twas nothing to me. When free grace awoke me, by light from on high, Then legal fears shook me, I trembled to die No refuge, no safety in self could I see, - Jehovah Tsidkenu my Saviour must be. My terrors all vanished before the sweet name; My guilty fears banished, with boldness I came To drink at the fountain, life-giving and free, - Jehovah Tsidkenu is all things to me. Jehovah Tsidkenu! my treasure and boast, Jehovah Tsidkenu! I ne'er can be lost; In thee I shall conquer by flood and by field, My cable, my anchor, my breast-plate and shield! Even treading the valley, the shadow of death, This "watchword" shall rally my faltering breath; For while from life's fever my God sets me free, Jehovah Tsidkenu, my death song shall be. | J'étais autrefois étranger à la grâce et à Dieu, Je ne connaissais pas mon danger, et ne sentais pas mon fardeau ; Bien que des amis parlent avec ravissement du Christ sur l'arbre, Jehovah Tsidkenu ne m'était rien. J'ai souvent lu avec plaisir, pour apaiser ou pour entreprendre, Le rythme sauvage d'Isaïe ou une simple page de Jean ; mais même lorsqu'elles décrivaient l'arbre aspergé de sang Jehovah Tsidkenu semblait [n'être] rien pour moi. Comme les larmes qui coulaient des filles de Sion, J'ai pleuré lorsque les eaux passèrent sur Son âme ; Et je ne réalisais toujours pas que mes péchés avaient cloué à l'arbre Jehovah Tsidkenu - Cela n'était rien pour moi. Quand la Grâce libre m'éveilla, par une lumière [venue] d'en haut alors des peurs légales me secouèrent, je tremblais à en mourir ; je ne pouvais voir de refuge, pas de sécurité en moi-même, - Jehovah Tsidkenu devait être mon sauveur. Mes terreurs s'évanouirent devant le doux nom ; Mes peurs coupables bannies, avec audace je vins Pour boire à la fontaine, donneuse de vie et libre,- Jehovah Tsidkenu est tout pour moi. Jehovah Tsidkenu ! Mon trésor et fierté, Jehovah Tsidkenu ! Je ne peux jamais être perdu ; en toi je conquerrai sur terre et mer, Mon câble, mon ancre, mon armure et bouclier ! Même foulant la vallée, l'ombre de la mort, Ce "mot d'ordre" fera reprendre mon souffle chancelant ; Alors que mon Dieu me libère de la fièvre de la vie, Jehovah Tsidkenu, mon chant funèbre sera. |

Un de ses poèmes célèbres fut composé en 1838 à la lecture de l'ouvrage Call to the Unconverted to Turn and Live du théologien Richard Baxter :
Though Baxter’s lips have long in silence hung,

And death long hush’d that sinner-wakening tongue,

Yet still, though dead, he speaks aloud to all,

And from the grave still issues forth his “Call”:

Like some loud angel-voice from Zion hill,

The mighty echo rolls and rumbles still.

Oh grant that we, when sleeping in the dust,

May thus speak forth the wisdom of the just!

## La mission en Palestine
En mars 1839, le docteur Candlish proposa que McCheyne parte en Palestine avec une délégation composée d'Andrew Alexander Bonar et deux pasteurs plus âgés, le docteur Alexander Black, professeur de théologie à Aberdeen parlant français, et le docteur Alexander Keith, auteur d'ouvrages connus. Le but étant exprimé sous les termes "d'enquêter sur les conditions des juifs", mais une lecture du récit de voyage montre qu'il s'agissait plutôt de conversion. Étant très malade depuis décembre de l'année précédente, les docteurs de McCheyne appuyèrent l'idée, en soulignant que "le climat plus chaud de la Méditerranée serait favorable à sa guérison".
McCheyne descendit ainsi d'Écosse et, le 30 mars 1839, il arriva à Londres, où il se rendait pour la première fois. Il visite la ville et fait des observations sur l'état de l'Église d'Écosse :

« Nous devons faire quelque chose pour l'Église [d'Écosse] ici. C'est d'une grande importance. On dit qu'il y aurait 100 000 écossais à Londres, et pourtant peu sont fidèles à l'Église de leurs aïeux. »

Le 12 avril 1839, à six heures du matin, le groupe arriva à Douvres, première ville d'une longue série dans une mission pour la Palestine qui allait durer 7 mois. Ils arrivèrent à 11 heures à Boulogne-sur-Mer, et partirent à 10 heures le lendemain en diligence pour Paris, passant en chemin à Nouvion et dînant à Abbeville. McCheyne n'était guère enthousiasmé par la cuisine française, dont il écrivit J'ai une grande horreur de leurs plats français et Les horreurs d'un petit-déjeuner français sont indescriptibles. Le groupe parvint à Dijon le 18 avril, puis passa par Tournus et Trévoux avant d'atteindre Lyon le 20 avril. S'arrêtant à Avignon, ils rallièrent Marseille  où l'embarquement devait avoir lieu. Comme dix jours étaient nécessaires avant de pouvoir prendre le bateau à vapeur pour Malte, ils décidèrent de visiter l'Italie, en longeant la côte méditerranéenne. Ils arrivèrent ainsi à Gênes, puis à Livourne le 26 avril, dont McCheyne avance le chiffre de 20 000 juifs et où le docteur Black prêcha à l'hôtel devant 60 ou 70 personnes. En tous les endroits qu'ils visitèrent, ils se renseignèrent sur le nombre de juifs, visitèrent des synagogues, et discutèrent avec des rabbins. Certains des ouvrages qu'ils transportaient contenant des vues contraires à celles de l'Église catholique romaine, ils furent bannis perpétuellement de la Toscane et la plupart des livres confisqués.
Le 3 mai, ils s'embarquèrent à bord du Lyeurgue pour le port de La Valette (Malte), et en partent le 7 mai à 7 heures. Ils dépassent le Ténare, point le plus méridional de Grèce dont ils peuvent apercevoir les collines, et continuent par le cap Malée avant d'avoir en vue l'île de Sérifos dans les Cyclades à la nuit tombante. Après une brève escale en Grèce, ils reprennent la mer sur Le Léonidas en direction du sud-est, voguant au large de l'île de Crète le 12 mai et jetant l'ancre le lendemain à 4 heures à Alexandrie. Un cas de peste ayant été recensé dans la ville, elle se trouvait en quarantaine. Pour éviter les mesures de quarantaine dans la suite du voyage, le consul Larkis conseilla de passer par la voie terrestre plutôt que la voie maritime; ils se fixent donc le point de passage d'El-Arich pour entrer en Palestine. Ils quittèrent Alexandrie le 16 mai et traversèrent donc la Haute-Égypte, par le lac Maréotis, Abu Qir et Rachid, d'où ils témoignent alors d'une situation qu'ils qualifient de "servitude" :

« Les villages sont misérables; les habitants sont sales, à demi-nus et presque tous âgés. Rien n'est plus rare que de rencontrer des jeunes gens robustes; tous étant obligés d'entrer dans l'armée, il ne reste que des femmes et des vieillards pour cultiver les terres. »

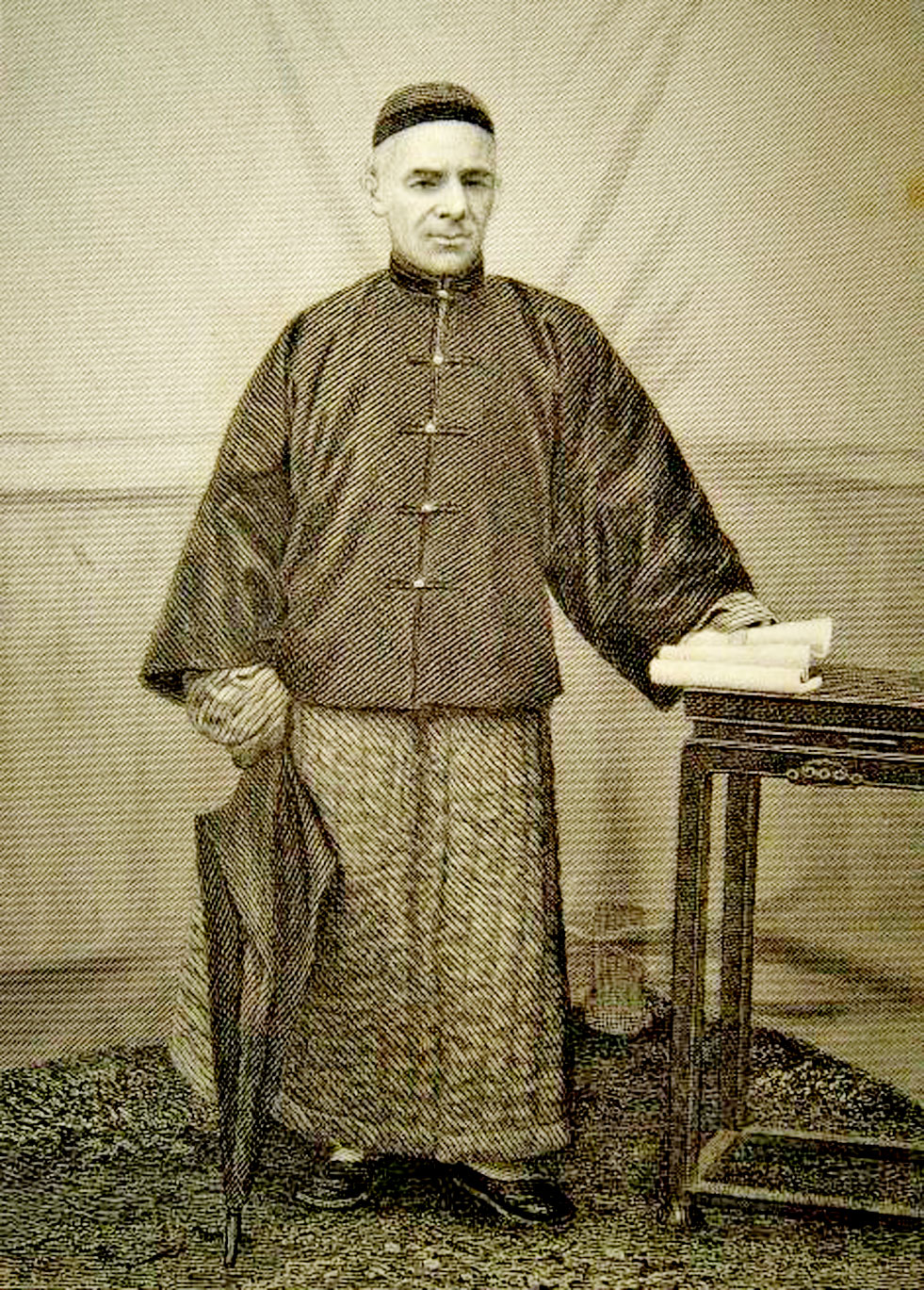
William Chalmers Burns (1 avril 1815er – 4 avril 1868).

Les villages traversés sont aussi l'occasion d'observer les coutumes locales, donnant parfois lieu à des scènes insolites lorsqu'un groupe de paysans égyptiens propose aux écossais de fumer le narguilé :

« Une vingtaine de paysans à demi nus se réunirent autour de nous [...] Ils nous offrirent de l'ail frais, et voulurent nous faire fumer dans leurs longues pipes. »

Le voyage se poursuivit à Damiette. Le 23 mai, ils passèrent dans la branche saïtique du Nil et arrivèrent à Tanis. Ils furent à El-Arich le 30 mai. Alors qu'ils approchaient de Gaza, ils apprirent que la peste ravageait la ville, ce qui les obligea à changer de parcours : le 5 juin, ils durent prendre directement la route de Jérusalem, sans même passer par Hébron comme ils l'avaient prévu. Une fois à Jérusalem le 7 juin, la peste imposa une quarantaine relative, permettant de visiter la ville et ses environs, tout en s'enquérant des juifs et de leur culture; l'épidémie de peste se propageant, le départ fut décidé le 18 juin mais un arrêt d'une semaine au Mont Carmel fut imposée le 21 juin pour lutter contre la peste. McCheyne rejoignit Constantinople et le retour à Dundee le 22 novembre se fit par la Moldavie et Hambourg.
Le rapport de 446 pages délivré au retour de la mission pour le Comité de l'Église d'Écosse fut publié en mai 1842 comme Narrative of a Visit to the Holy Land and Mission of Inquiry to the Jews ("Le récit d'une visite en Terre Sainte et la mission de l'enquête sur les juifs"). Ceci amena par la suite d'autres missions concernant les juifs, par l'Église d'Écosse et la Free Church of Scotland. Pendant l'absence de McCheyne à sa paroisse, il était remplacé dans ses prêches par son assistant William Chalmers Burns dit de Kilsyth. Vingt-cinq des lettres envoyés par McCheyne à son père furent publiées par ce dernier en mai 1848.

## Décès et héritage
Une épidémie de typhus sévissait à Dundee, et en particulier dans le quartier de l'église St Peters. Comme McCheyne rendait visite aux malades pour les soutenir, il fut contaminé. Se sentant mal dans la soirée du 14 mars 1843, il fut déclaré mort par le docteur Gibson dans la matinée du 25 mars. Ses funérailles furent organisées à l'église de St Peter cinq jours plus tard, et sa tombe s'y trouve dans le coin nord-ouest. Son ami Andrew Alexander Bonar se chargea de l'homélie funèbre et, en décembre, écrivit une biographie de McCheyne qui fut publiée avec certains de ses manuscrits sous le nom de The Memoir and Remains of the Rev. Robert Murray McCheyne ("La mémoire et le legs du révérend Robert Murray McCheyne"). Le livre a eu une influence persistante sur l'Évangélisme à travers le monde, 17 éditions étant vendues en 3 ans et 80 000 exemplaires écoulés uniquement pour la Grande-Bretagne.

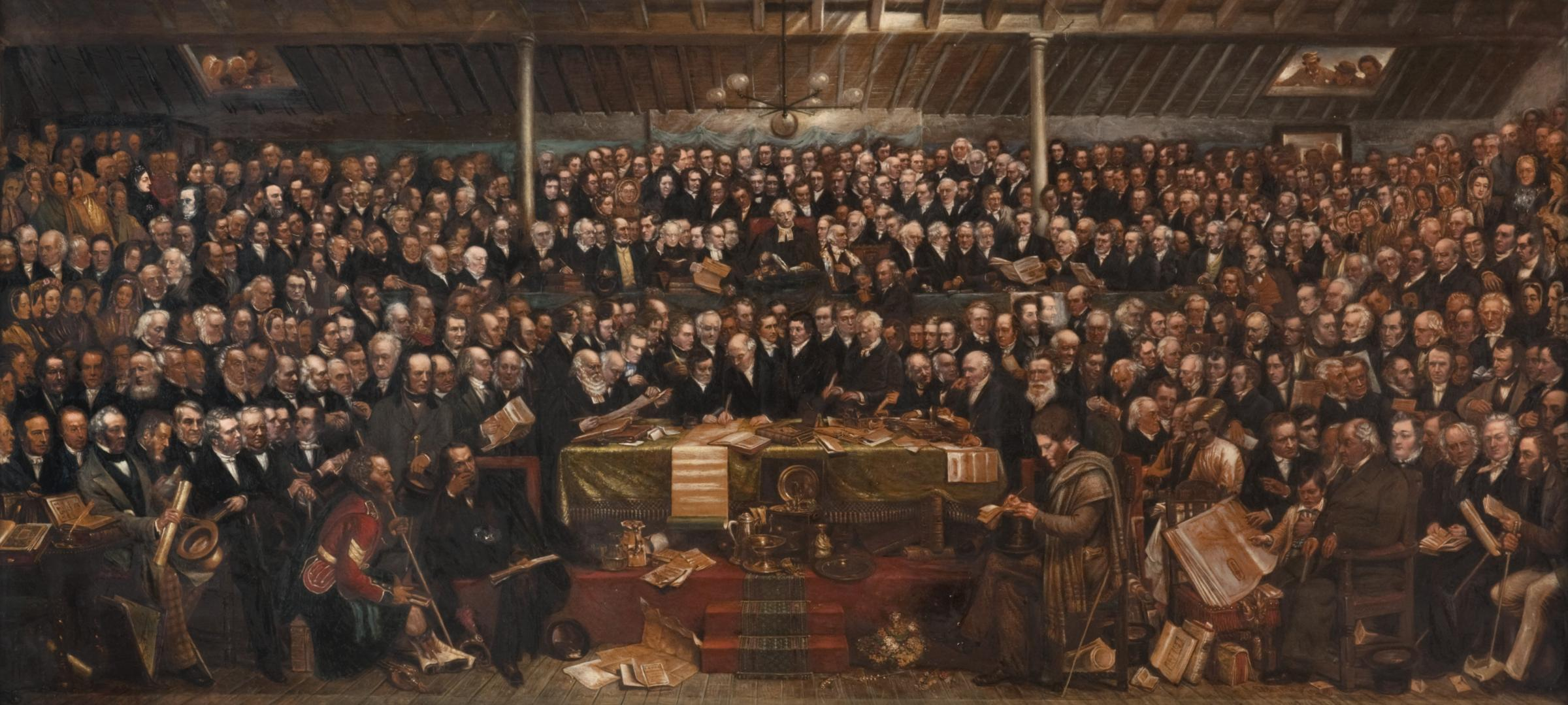
L'assemblée photographiée par David Octavius Hill lors du schisme de 1843.

McCheyne décéda exactement deux mois avant le schisme de 1843, où 450 pasteurs de l'Église d'Écosse s'en séparèrent pour former la Free Church of Scotland. Son nom jouit donc d'un grand respect dans toutes les branches du presbytérianisme écossais, bien qu'il ait une opinion tranchée contre les thèses érastiennes qui amenèrent la scission. Bonar nous rapporte l'évènement suivant :

« Et quand, le 7 mars de l'année suivante (i.e. 1843), la cause de l'Église devait enfin être plaidée à la barre de la Chambre des communes, je l'ai trouvé écrivant: 'Nuit mémorable dans le parlement britannique! Une fois de plus, le roi Jésus (Christ) se dresse devant un tribunal terrestre, et ils ne Le reconnaissent pas !  »

Eliza Law, mère d'Andrew Bonar Law, premier ministre du Royaume-Uni, était une fervente admiratrice du révérend McCheyne. Comme elle avait déjà prénommé un de ses enfants Robert, elle choisit en 1858 de nommer son quatrième Andrew, en référence au biographe de McCheyne.

## Œuvres
- (en) Bethany - Discovering Christ's Love in Times of Suffering When Heaven Seems Silent, Diggory Press,  (ISBN 978-1846857027)
- (en) Follow the Lord Fully Diggory Press,  (ISBN 978-1846856983)
- (en) The Cry for Revival  Diggory Press,  (ISBN 978-1846856990)
- (en) The Glory of the Christian Dispensation (Hebrews 8 & 9) Diggory Press,  (ISBN 978-1846857034)
- (en) The Ten Virgins and Other Sermons on the End Times  Diggory Press,  (ISBN 978-1846856884)